# گمینا پوززدژه
گمینا پوززدژه (به لهستانی:  Gmina Pozezdrze) یک گمینا در لهستان است که در شهرستان ونگوژوو واقع شده‌است. گمینا پوززدژه ۱۷۷٫۳ کیلومتر مربع مساحت و ۳٬۴۹۸ نفر جمعیت دارد.